# Sven Brus
Sven Brus, född 23 januari 1941 i Estniska SSR i Sovjetunionen, är en svensk politiker (kristdemokrat). Han var ordinarie riksdagsledamot 2000–2006, invald för Östergötlands läns valkrets.
Brus utsågs till ny ordinarie riksdagsledamot från och med 4 september 2000 sedan Dan Ericsson avsagt sig sitt uppdrag som riksdagsledamot. I riksdagen var Brus vice ordförande i socialförsäkringsutskottet 2002–2006. Han var även ledamot i skatteutskottet 2001–2002 (dessförinnan suppleant i samma utskott från 2000) och suppleant i socialutskottet.